# Ariodante

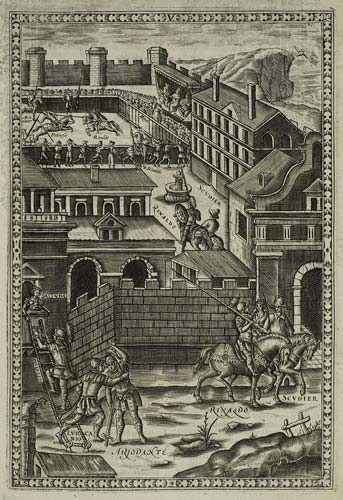
Ariodante en Dalinda

Ariodante (HWV 33) is een opera in 3 aktes van Georg Friedrich Händel. Het libretto van Händels 20e opera is een anonieme bewerking van Ginevra, principessa di Scozia (Ginevra, of Guinevere, prinses van Schotland) van Antonio Salvi uit 1708, gebaseerd op de cantos V en VI uit Orlando Furioso van Ludovico Ariosto.
Ariodante werd op 8 januari 1735 voor het eerst uitgevoerd in het Covent Garden Theatre in Londen.

## Bezetting/rolverdeling
- De Koning van Schotland (bas; rol bij première gezongen door Gustavus Waltz)
- Ariodante, een prinselijk vazal (mezzosopraan; rol bij première gezongen door Giovanni Carestini)
- Ginevra, dochter van de Koning van Schotland, verloofd met Ariodante (sopraan, rol bij première gezongen door Anna Maria Strada del Pò)
- Lurcanio, broer van Ariodante (tenor, rol bij première gezongen door John Beard)
- Polinesso, Hertog van Albanië (alt, rol bij première gezongen door Maria Negri)
- Dalinda, hofdame van Ginevra, heimelijk verliefd op Polinesso (sopraan, rol bij première gezongen door Cecilia Young)
- Odoardo, gunsteling van de koning (tenor, rol bij première gezongen door Michael Stoppelaer)

## Libretto
synopsis
- Akte 1

Het verhaal is geplaatst in Edinburgh (hoewel daar geen echte verwijzingen naar zijn in het werk). De openingsscène is de kleedkamer van Ginevra, waarin zij Dalinda vertelt dat ze met haar vaders instemming verliefd is. Polinesso komt de kamer binnen en verklaart Ginevra zijn liefde; zij wijst hem af en verlaat de kamer. Dalinda vertelt Polinesso dat Ariodante zijn rivaal is en laat tevens doorschemeren verliefd op hem te zijn. Polinesso besluit om haar te gebruiken om Ariodante uit te schakelen.
In de tuin beloven Ariodante en Ginevra elkaar trouw. De koning geeft hen zijn zegen en geeft Odoardo de opdracht om het huwelijk voor de volgende dag te regelen. Polinesso vertelt Dalinda dat hij van haar houdt en vraagt haar hem te helpen om zich te wreken op Ginevra: ze moet de komende nacht kleren van Ginevra aantrekken en hem naar de koninklijke verblijven brengen. Ariodantes broer verklaart Dalinda zijn liefde, maar zij zegt hem dat zij niet voor hem is voorbestemd. In een mooie vallei worden Ariodante en Ginevra met zang en dans vermaakt door plaatselijke herders en herderinnen.
- Akte 2

In de nabijheid van een deur die tot de koninklijke verblijven toegang geeft ontmoet Polinesso Ariodante en hij doet alsof hij verbaasd is te horen dat Ariodante met Ginevra zal trouwen. Polinesso zegt (en hij wordt gehoord door Lurcanio, die zich verdekt heeft opgesteld) dat hij al lang geniet van de gunsten van Ginevra, zoals Ariodante zelf zal zien. De deur naar de koninklijke verblijven wordt geopend en Dalinda, verkleed als Ginevra, laat Polinesso binnen. Ariodante is geschokt en wil zich door verdriet van het leven beroven, maar Lurcanio weet hem tegen te houden. Lurcanio zegt Ariodante dat hij zich moet wreken.
Odoardo brengt het verschrikkelijke nieuws aan de koning dat gezien is dat Ariodante van een hoge klif in zee is gesprongen en hoogstwaarschijnlijk is verdronken. Ginevra valt flauw bij het horen van het nieuws. Lurcanio stelt dat de ontrouw van Ginevra de oorzaak is van de dood van Ariodante en hij vertelt de koning van de ontmoeting met Polinesso; hij wil die waarheid met het zwaard verdedigen. De koning noemt Ginevra een hoer en laat haar in volledige wanhoop achter.
- Akte 3

Ariodante is nog in leven en bevindt zich in een bos; hij vervloekt de goden omdat ze hem hebben laten leven. In het bos redt hij Dalinda die op de vlucht was voor de moordenaars die Polinesso op haar heeft afgestuurd. Ze begrijpt nu het verraad van Polinesso en ze vertelt Ariodante hoe hij is misleid. In het paleis presenteert Polinesso zich schijnheilig als de verdediger van Ginevra tegen Lurcanio. Ginevra, ter dood veroordeeld voor haar onkuisheid, wordt voor de koning geleid. Ze smeekt de koning om zijn hand te mogen kussen en ontroerd stemt de koning in; hij bepaalt ook dat Polinesso haar eer zal verdedigen.
Op het toernooiveld daagt Lurcanio Polinesso uit en verwondt hem dodelijk; Lurcanio wil opnieuw een uitdaging en dan verschijnt er een ridder met het scherm van zijn helm omlaag. De ridder blijkt Ariodante te zijn en hij belooft uitleg te geven als Dalinda wordt vergeven. Odoardo komt melden dat Polinesso is overleden nadat hij alles heeft bekend. Dalinda zwicht voor de liefde van Lurcanio. In de gevangenis legt Ginevra zich neer bij haar naderende dood, maar haar wanhoop verandert in vreugde als Ariodante en de koning verschijnen en haar het goede nieuws komen brengen. De koning geeft opnieuw zijn zegen aan de geliefden. In een hal worden de geliefden onthaald op dansen van de ridders en hun dames.
Het verhaal voor de opera is ontleend aan de vijfde canto uit Ludovico Ariosto's Orlando furioso (De razende Roeland) uit 1516 waarin Dalinda de gebeurtenissen vertelt aan Rinaldo nadat hij haar heeft gered van de twee moordenaars die door Polinesso zijn gestuurd. Het is ook Rinaldo die Polnesso in het duel zal doden. Rinaldo spreekt met afschuw over de barbaarse Schotse wet die seks buiten het huwelijk bestraft met de dood. Bij Ariosto huwt Dalinda niet uiteindelijk met Lurcanio, maar verlaat zij Schotland om non te worden in Denemarken. In Händels libretto is aangegeven dat het verhaal is somewhat alter'd, to give the greater Force to the Passions of the Actors, and a more extensive Field of Variety to the Musick '.
Händels bron was Ginevra principessa di Scozia (Ginevra, prinses van Schotland) van Antonio Salvi uit 1708 dat door Giacomo Antonio Perti in datzelfde jaar in de villa van de Cosimo III de' Medici in Pratolino. Händel heeft deze uitvoering waarschijnlijk bijgewoond; in dezelfde villa werd Händels opera Rodrigo voor het eerst uitgevoerd. Een aria uit Perti's opera gebruikte Händel in zijn opera Radamisto (O scemani il diletto) (HWV 12) en een andere leverde de opening van Händels cantate Mi palpita il core (HWV 132). 
Händel kortte de recitatieven in, verwijderde niet belangrijke scènes, veranderde de volgorde van de gebeurtenissen, beperkte de rol van Odoardo tot die van een boodschapper, verminderde het aantal aria's en voegde cavatina's en dansen toe.
Ariodante is afwijkend van Händels andere opera's in de zin dat het verhaal zich afspeelt op Brits grondgebied, de handeling een rechttoe rechtaan liefdesverhaal is zonder subplots, er geen dynastieke aspiraties meespelen bij de hoofdpersonen en er geen beroep wordt gedaan op plotselinge, onverwachte (bovennatuurlijke) wendingen in het verloop van het verhaal om de lijn logisch verder te laten verlopen.
Twee aria's worden regelmatig uit de opera gelicht voor recitals in concert of voor cd-opnames en kennen een grote populariteit: Scherza infida in grembo al drudo - met rond de 10 minuten lengte Händels langste aria - en Dopo notte atra e funesta.

## Compositie

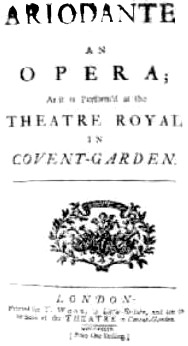
Voorblad van libretto van Ariodante

De tonale structuur is gebaseerd op G groot en g klein. De ouverture is in g klein, en de daarop volgende eerste acte is volledig in G groot en F groot, met uitzondering van de aria Scherza infida die in zijn donkere, sombere sfeer met de rest moet contrasteren. In de tweede acte en de eerste twee scènes van de derde acte overheersen de toonaarden d en e klein. Na de dramatische ontknoping en de vreugdevolle ommekeer in het verhaal verschuift de toonaard naar A groot en sluit de opera af met het koor in D groot met een terugkeer naar G.
De opera heeft 23 aria's (zeven da capo aria's, zestien dal segno aria's), vier duetten en vier sinfonia's. Daarnaast heeft Händel balletten ingevoegd. Een 'ballo' voor de nimfen en herders, in de eerste acte, een 'ballo' in de tweede acte (de 'entrées des songes agréables' en de 'entrées des songes funestes') en een ballo voor het slotkoor.

## Uitvoeringsgeschiedenis
Ariodante werd in 1735 elfmaal opgevoerd. Op 5 mei 1736 volgden nog twee uitvoeringen, in een sterk verminkte versie (coupures, invoegaria's uit andere opera's) en waarschijnlijk opgevoerd als vulling voordat zijn opera Atalanta gereed was voor de première. De sopraan-castraat Gioacchino Conti zong de titelrol, maar had vermoedelijk onvoldoende tijd om zijn partij te leren en mocht daarom een aantal aria's zingen die niet van Händel waren. De baslijn van deze aria's, die niet alle meer terug te voeren zijn, staat in de originele klavierpartituur die in Hamburg wordt bewaard.
Er volgden geen uitvoeringen meer tot 28 september 1926 toen de opera in Stuttgart weer werd uitgevoerd in een bewerking van A. Rudolph.
De recentste uitvoering van Ariodante in Nederland was in 2016 bij de Nationale Opera.; in 2003 werd Ariodante door de Vlaamse Opera opgevoerd

## Discografie

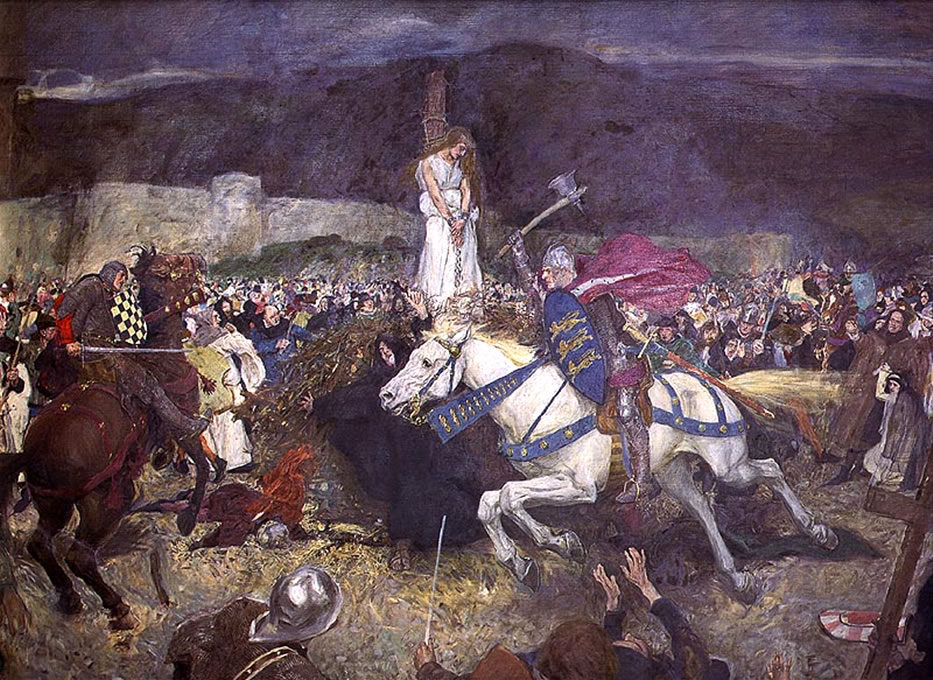
De redding van Ginevra/William Hatherell (1855-1928)

Er zijn in totaal 6 commerciële complete opnames van Ariodante uitgebracht, de eerste in 1971 onder leiding van Stephen Simon. De eerste drie opnames hieronder zijn uitvoeringen met oude instrumenten.
- Koning: Matthew Brook; Ginevra: Karina Gauvin; Ariodante: Joyce DiDonato; Lurcanio: Topi Lehtipuu; Polinesso: Marie-Nicole Lemieux; Dalinda: Sabina Puértolas; Odoardo: Anicio Zorzi Giustiniani – Il Complesso Barocco o.l.v. Alan Curtis (Virgin Classics, 3CDs, 50999 07084423)(o.l.v. Alan Curtis is er ook een DVD-opname)
- Koning: Denis Sedov; Ginevra: Lynne Dawson; Ariodante: Anne Sofie von Otter; Lurcanio: Richard Croft; Polinesso: Ewa Podles; Dalinda: Verónica Cangemi; Odoardo: Luc Coadou – Choeur des Musiciens du Louvre, Les Musiciens du Louvre o.l.v. Marc Minkowski (Archiv Produktion, 3CDs, 457 271-2)
- Koning: Nicolas Cavallier; Ginevra: Juliana Gondek; Ariodante: Lorraine Hunt-Lieberson; Lurcanio: Rufus Müller; Polinesso: Jennifer Lane; Dalinda: Lisa Saffer; Odoardo: X – Freiburger Barockorchester o.l.v. Nicholas McGegan (Harmonia mundi, 3CDs, 907146.48)
- Koning: Umberto Chiummo; Ginevra: Joan Rodgers; Ariodante: Ann Murray; Lurcanio: Paul Nilon; Polinesso: Christopher Robson; Dalinda: Julie Kaufmann; Odoardo: James Anderson – Bayerisches Staatsorchester o.l.v. Ivor Bolton (Farao Classics, 3CDs, B 108 030)(o.l.v. Ivor Bolton is er ook een dvd-opname, met deels eenzelfde bezetting als de cd-opname)
- Koning: Samuel Ramey; Ginevra: Edith Matis; Ariodante: Janet Baker; Lurcanio: David Rendall; Polinesso: James Bowman; Dalinda: Norma Burrowes; Odoardo: Alexander Oliver, London Voices en English Chamber Orchestra o.l.v. Raymond Leppard (Philips, 3CDs, Trio 473 955-2 PTR3)
- Koning: Marius Rintzler; Ginevra: Grazielle Sciutti; Ariodante: Sophia Steffan; Lurcanio: Ian Partridge; Polinesso: Bernadette Greevy; Dalinda: Carole Bogard; Odoardo: X – Koor en Orkest van de Weense Opera o.l.v. Stephen Simon (RCA Red Seal Records, 1971, 3 lp's, LP LSC 6200)